# Abbazia di Oliwa
L'abbazia di Oliwa, nei pressi di Danzica, è un ex monastero cistercense.

## Storia
Fu fondata attorno al 1170 da Subislao I, duca di Pomerelia, e dotata nel 1187 da suo figlio Sambor. Fu affidata ai cistercensi provenienti dall'abbazia di Kołbacz, della linea di Clairvaux.
Da Oliwa proveniva il vescovo Cristiano, missionario presso i prussiani, che nel 1224 e nel 1234 distrussero l'abbazia.
Sotto la protezione dell'ordine teutonico, dal 1309 fino alla seconda pace di Toruń del 1466, conobbe un lungo perido di prosperità. In origine era popolato essenzialmente da monaci tedeschi, ma poi dovette accettare che i religiosi fossero polacchi per oltre la metà del totale.
Fu incendiata dai rivoltosi di Danzica nel 1577, ma fu presto ricostruita; nel 1660 polacchi e svedesi vi firmarono una pace.
L'abbazia fu secolarizzata nel 1831: la chiesa abbaziale divenne parrocchiale e poi, nel 1925, fu elevata a cattedrale.
A Oliwa esiste un priorato cistercense della congregazione polacca di Maria Regina.